# Eleições legislativas na Itália em 1972

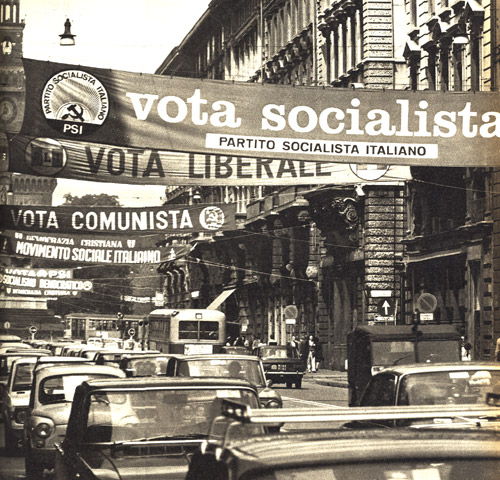
Faixas de campanha eleitoral nas eleições políticas de 1972 em 9 de maio de 1972.

As eleições legislativas na Itália em 1972 foram realizadas a 7 de Maio e, serviram para eleger os 630 membros da Câmara dos Deputados e os 315 membros do Senado.
A Democracia Cristã continuou com a sua hegemonia eleitoral, vencendo, novamente, as eleições, com uma percentagem semelhante à de 1968, conquistando, cerca de, 39% dos votos.
O Partido Comunista Italiano, também, manteve-se como o maior partido de oposição, mantendo nos 27% dos votos de 1968.
O Partido Socialista Italiano obteve um resultado decepcionante ao conquistar, apenas, 9,6% dos votos, enquanto, os neofascistas do Movimento Social Italiano obtiveram o seu melhor resultado eleitoral, ao obter 8,7% dos votos.
Após as eleições, a Democracia Cristã regressou à fórmula do centrismo da década de 1950, ao governar em coligação com o Partido Socialista Democrático Italiano, o Partido Liberal Italiano e o Partido Republicano Italiano.

## Resultados Oficiais

### Câmara dos Deputados
| Partido                 | Partido                                           | Votos      | %               | +/-   | Deputados | +/-     |
| ----------------------- | ------------------------------------------------- | ---------- | --------------- | ----- | --------- | ------- |
|                         | Democracia Cristã                                 | 12 912 466 | 38,66 / 100,00  | 0,46  | 266 / 630 | Estável |
|                         | Partido Comunista Italiano                        | 9 068 961  | 27,15 / 100,00  | 0,25  | 179 / 630 | 2       |
|                         | Partido Socialista Italiano                       | 3 208 497  | 9,61 / 100,00   | -     | 61 / 630  | -       |
|                         | Movimento Social Italiano                         | 2 894 722  | 8,67 / 100,00   | 4,22  | 56 / 630  | 32      |
|                         | Partido Socialista Democrático Italiano           | 1 718 142  | 5,14 / 100,00   | -     | 29 / 630  | -       |
|                         | Partido Liberal Italiano                          | 1 300 439  | 3,89 / 100,00   | 1,93  | 20 / 630  | 11      |
|                         | Partido Republicano Italiano                      | 954 357    | 2,86 / 100,00   | 0,89  | 15 / 630  | 6       |
|                         | Partido Socialista Italiano de Unidade Proletária | 648 591    | 1,94 / 100,00   | 2,51  | 0 / 630   | 23      |
|                         | Partido Popular Sul Tirolês                       | 153 674    | 0,46 / 100,00   | 0,02  | 3 / 630   | Estável |
|                         | DC-UV-RV-PSDI                                     | 34 083     | 0,10 / 100,00   | Novo  | 1 / 630   | Novo    |
|                         | Outros                                            | 509 616    | 1,55 / 100,00   |       | 0 / 630   |         |
| Votos Inválidos         | Votos Inválidos                                   | 1 122 139  | 3,25 / 100,00   | 0,42  |           |         |
| Total                   | Total                                             | 34 525 687 | 100,00 / 100,00 |       | 630 / 630 |         |
| Eleitorado/Participação | Eleitorado/Participação                           | 37 049 351 | 93,19 / 100,00  | 0,40  |           |         |
| Fonte                   | Fonte                                             | [ 3 ]      | [ 3 ]           | [ 3 ] | [ 3 ]     | [ 3 ]   |

### Senado
| Partido                 | Partido                                 | Votos      | %               | +/-   | Senadores | +/-     |
| ----------------------- | --------------------------------------- | ---------- | --------------- | ----- | --------- | ------- |
|                         | Democracia Cristã                       | 11 465 529 | 38,07 / 100,00  | 0,27  | 135 / 315 | Estável |
|                         | PCI-PSIUP                               | 8 312 828  | 27,60 / 100,00  | 2,40  | 91 / 315  | 10      |
|                         | Partido Socialista Italiano             | 3 225 707  | 10,71 / 100,00  | -     | 33 / 315  | -       |
|                         | Movimento Social Italiano               | 2 766 986  | 9,19 / 100,00   | 4,63  | 26 / 315  | 15      |
|                         | Partido Socialista Democrático Italiano | 1 613 810  | 5,36 / 100,00   | -     | 11 / 315  | -       |
|                         | Partido Liberal Italiano                | 1 319 175  | 4,38 / 100,00   | 2,41  | 8 / 315   | 8       |
|                         | Partido Republicano Italiano            | 918 440    | 3,05 / 100,00   | 0,88  | 5 / 315   | 3       |
|                         | PCI-PSIUP-PSD'Az                        | 189 534    | 0,63 / 100,00   | Novo  | 3 / 315   | Novo    |
|                         | Partido Popular Sul Tirolês             | 113 452    | 0,38 / 100,00   | 0,08  | 2 / 315   | Estável |
|                         | DC-UV-RV-PSDI                           | 31 114     | 0,10 / 100,00   | Novo  | 1 / 315   | Novo    |
|                         | Outros                                  | 161 861    | 0,54 / 100,00   |       | 0 / 315   |         |
| Votos Inválidos         | Votos Inválidos                         | 1 370 342  | 4,35 / 100,00   | 1,06  |           |         |
| Total                   | Total                                   | 31 486 399 | 100,00 / 100,00 |       | 315 / 315 |         |
| Eleitorado/Participação | Eleitorado/Participação                 | 33 739 592 | 93,32 / 100,00  | 0,28  |           |         |
| Fonte                   | Fonte                                   | [ 4 ]      | [ 4 ]           | [ 4 ] | [ 4 ]     | [ 4 ]   |

## Resultados por Distrito Eleitoral

### Câmara dos Deputados
| Distrito Eleitoral | %    | D   | %    | D   | %    | D   | %    | D   | %    | D    | %   | D   | %   | D   | %     | D     | %    | D   | %          | D          | Mandatos | Votantes   |
| Distrito Eleitoral | DC   | DC  | PCI  | PCI | PSI  | PSI | MSI  | MSI | PSDI | PSDI | PLI | PLI | PRI | PRI | PSIUP | PSIUP | SVP  | SVP | DC-UV-PSDI | DC-UV-PSDI | Mandatos | Votantes   |
| ------------------ | ---- | --- | ---- | --- | ---- | --- | ---- | --- | ---- | ---- | --- | --- | --- | --- | ----- | ----- | ---- | --- | ---------- | ---------- | -------- | ---------- |
| Turim              | 33,5 | 12  | 28,6 | 10  | 10,9 | 4   | 5,3  | 2   | 6,9  | 2    | 7,9 | 3   | 3,4 | 1   | 1,8   | -     | -    | -   | -          | -          | 34       | 2 202 709  |
| Cuneo              | 44,7 | 7   | 20,5 | 3   | 11,6 | 2   | 3,4  | -   | 7,0  | 1    | 6,7 | 1   | 3,2 | -   | 1,7   | -     | -    | -   | -          | -          | 14       | 889 557    |
| Génova             | 33,5 | 8   | 31,6 | 7   | 11,2 | 3   | 6,2  | 1   | 5,3  | 1    | 5,9 | 1   | 3,6 | 1   | 1,5   | -     | -    | -   | -          | -          | 22       | 1 320 012  |
| Milão              | 34,3 | 16  | 28,2 | 13  | 12,3 | 6   | 6,8  | 3   | 4,9  | 2    | 6,1 | 3   | 3,9 | 2   | 1,8   | -     | -    | -   | -          | -          | 45       | 2 952 718  |
| Como               | 45,9 | 9   | 17,8 | 3   | 12,8 | 2   | 5,1  | 1   | 6,7  | 1    | 5,4 | 1   | 2,6 | -   | 2,4   | -     | -    | -   | -          | -          | 17       | 1 065 727  |
| Bréscia            | 55,5 | 12  | 15,3 | 3   | 9,6  | 2   | 4,6  | 1   | 5,3  | 1    | 3,8 | 1   | 1,7 | -   | 2,7   | -     | -    | -   | -          | -          | 20       | 1 139 878  |
| Mântua             | 38,3 | 4   | 29,8 | 3   | 14,6 | 1   | 5,4  | -   | 3,8  | -    | 3,1 | -   | 1,6 | -   | 2,4   | -     | -    | -   | -          | -          | 8        | 501 926    |
| Trento             | 39,2 | 5   | 7,6  | 1   | 7,0  | 1   | 3,7  | -   | 4,9  | -    | 2,9 | -   | 1,9 | -   | 1,3   | -     | 30,1 | 3   | -          | -          | 10       | 529 158    |
| Verona             | 57,0 | 17  | 15,7 | 5   | 8,5  | 2   | 4,6  | 1   | 5,3  | 1    | 3,6 | 1   | 2,0 | 1   | 2,1   | -     | -    | -   | -          | -          | 28       | 1 578 461  |
| Veneza             | 47,3 | 9   | 20,4 | 4   | 11,1 | 2   | 4,2  | 1   | 6,7  | 1    | 3,6 | 1   | 2,4 | -   | 2,7   | -     | -    | -   | -          | -          | 18       | 955 084    |
| Údine              | 45,9 | 7   | 17,7 | 3   | 12,7 | 2   | 5,7  | 1   | 9,6  | 1    | 3,1 | -   | 2,2 | -   | 2,2   | -     | -    | -   | -          | -          | 14       | 779 029    |
| Bolonha            | 24,6 | 7   | 44,9 | 12  | 7,7  | 2   | 4,2  | 1   | 5,9  | 2    | 3,5 | 1   | 5,7 | 2   | 2,6   | -     | -    | -   | -          | -          | 27       | 1 582 465  |
| Parma              | 29,9 | 6   | 42,7 | 9   | 8,9  | 2   | 3,9  | 1   | 6,2  | 1    | 3,4 | 1   | 1,4 | -   | 2,9   | -     | -    | -   | -          | -          | 20       | 1 172 682  |
| Florença           | 29,7 | 5   | 45,1 | 8   | 8,4  | 1   | 4,9  | 1   | 4,5  | 1    | 2,7 | -   | 1,9 | -   | 1,5   | -     | -    | -   | -          | -          | 16       | 1 002 031  |
| Pisa               | 33,6 | 6   | 36,6 | 6   | 9,5  | 1   | 6,1  | 1   | 5,3  | 1    | 2,1 | -   | 3,3 | 1   | 2,4   | -     | -    | -   | -          | -          | 16       | 912 510    |
| Siena              | 29,1 | 3   | 45,8 | 5   | 9,1  | 1   | 4,9  | -   | 3,9  | -    | 1,9 | -   | 2,3 | -   | 2,4   | -     | -    | -   | -          | -          | 9        | 564 409    |
| Ancona             | 39,5 | 7   | 32,9 | 6   | 7,9  | 1   | 5,2  | 1   | 4,4  | 1    | 2,4 | -   | 3,7 | 1   | 2,5   | -     | -    | -   | -          | -          | 17       | 929 284    |
| Perúgia            | 32,2 | 4   | 39,1 | 5   | 9,7  | 1   | 7,1  | 1   | 3,9  | -    | 1,7 | -   | 2,6 | -   | 2,7   | -     | -    | -   | -          | -          | 11       | 644 027    |
| Roma               | 34,4 | 17  | 27,2 | 13  | 7,6  | 4   | 14,8 | 7   | 5,5  | 3    | 4,1 | 2   | 3,4 | 2   | 1,0   | -     | -    | -   | -          | -          | 48       | 2 869 995  |
| L'Aquila           | 48,2 | 8   | 27,0 | 4   | 6,9  | 1   | 7,7  | 1   | 3,9  | 1    | 2,1 | -   | 1,6 | -   | 1,4   | -     | -    | -   | -          | -          | 15       | 735 794    |
| Campobasso         | 55,1 | 3   | 17,3 | 1   | 5,1  | -   | 7,2  | -   | 7,2  | -    | 2,9 | -   | 2,4 | -   | 1,7   | -     | -    | -   | -          | -          | 4        | 194 451    |
| Nápoles            | 35,6 | 14  | 25,5 | 10  | 7,7  | 3   | 18,6 | 7   | 4,6  | 2    | 2,4 | 1   | 2,6 | 1   | 1,2   | -     | -    | -   | -          | -          | 38       | 1 861 898  |
| Benevento          | 46,4 | 11  | 17,2 | 4   | 9,0  | 2   | 13,2 | 3   | 4,7  | 1    | 3,2 | 1   | 2,7 | 1   | 2,0   | -     | -    | -   | -          | -          | 23       | 947 913    |
| Bari               | 40,0 | 10  | 27,7 | 7   | 10,2 | 3   | 12,2 | 3   | 4,1  | 1    | 2,2 | -   | 1,4 | -   | 1,3   | -     | -    | -   | -          | -          | 24       | 1 122 777  |
| Lecce              | 43,6 | 9   | 23,2 | 5   | 9,8  | 2   | 12,9 | 2   | 3,1  | -    | 2,1 | -   | 2,5 | -   | 0,7   | -     | -    | -   | -          | -          | 18       | 916 577    |
| Potenza            | 49,2 | 5   | 24,9 | 2   | 9,8  | 1   | 6,9  | -   | 4,9  | -    | 1,4 | -   | 0,9 | -   | 1,8   | -     | -    | -   | -          | -          | 8        | 340 645    |
| Catanzaro          | 39,1 | 10  | 25,9 | 7   | 12,4 | 3   | 12,2 | 3   | 3,3  | 1    | 1,6 | -   | 2,0 | -   | 2,1   | -     | -    | -   | -          | -          | 24       | 1 043 163  |
| Catânia            | 39,0 | 12  | 20,7 | 7   | 7,6  | 2   | 18,3 | 6   | 3,3  | 1    | 3,8 | 1   | 2,8 | 1   | 2,9   | -     | -    | -   | -          | -          | 30       | 1 390 896  |
| Palermo            | 40,7 | 13  | 21,9 | 7   | 9,7  | 3   | 13,2 | 4   | 4,0  | 1    | 3,2 | 1   | 3,4 | 1   | 2,3   | -     | -    | -   | -          | -          | 30       | 1 254 390  |
| Cagliari           | 40,9 | 8   | 25,3 | 5   | 8,1  | 1   | 11,3 | 2   | 3,9  | 1    | 3,3 | -   | 2,5 | -   | 2,8   | -     | -    | -   | -          | -          | 17       | 826 995    |
| Vale de Aosta      | -    | -   | -    | -   | -    | -   | 3,6  | -   | -    | -    | 5,0 | -   | -   | -   | -     | -     | -    | -   | 49,5       | 1          | 1        | 74 393     |
| Trieste            | 35,9 | 2   | 24,9 | 1   | 6,5  | -   | 12,6 | 1   | 6,3  | -    | 7,8 | -   | 4,3 | -   | 1,3   | -     | -    | -   | -          | -          | 4        | 224 133    |
| Itália             | 38,7 | 266 | 27,2 | 179 | 9,6  | 61  | 8,7  | 56  | 5,1  | 29   | 3,9 | 20  | 2,9 | 15  | 1,9   | -     | 0,5  | 3   | 0,1        | 1          | 630      | 34 525 687 |

#### Torino-Novara-Vercelli
| Partido                 | Partido                                           | Votos     | %               | +/-  | Deputados | +/-     |
| ----------------------- | ------------------------------------------------- | --------- | --------------- | ---- | --------- | ------- |
|                         | Democracia Cristã                                 | 704 911   | 33,49 / 100,00  | 0,33 | 12 / 34   | Estável |
|                         | Partido Comunista Italiano                        | 601 773   | 28,59 / 100,00  | 0,12 | 10 / 34   | Estável |
|                         | Partido Socialista Italiano                       | 228 932   | 10,88 / 100,00  | -    | 4 / 34    | -       |
|                         | Partido Liberal Italiano                          | 166 333   | 7,90 / 100,00   | 2,41 | 3 / 34    | Estável |
|                         | Partido Socialista Democrático Italiano           | 146 185   | 6,94 / 100,00   | -    | 2 / 34    | -       |
|                         | Movimento Social Italiano                         | 111 397   | 5,29 / 100,00   | 2,76 | 2 / 34    | 1       |
|                         | Partido Republicano Italiano                      | 71 310    | 3,39 / 100,00   | 2,15 | 1 / 34    | 1       |
|                         | Partido Socialista Italiano de Unidade Proletária | 38 148    | 1,81 / 100,00   | 3,18 | 0 / 34    | 2       |
|                         | Outros                                            | 36 122    | 1,72 / 100,00   |      | 0 / 34    |         |
| Votos Inválidos         | Votos Inválidos                                   | 155 501   | 7,06 / 100,00   | 0,62 |           |         |
| Total                   | Total                                             | 2 202 709 | 100,00 / 100,00 |      | 34 / 34   | 2       |
| Eleitorado/Participação | Eleitorado/Participação                           | 2 301 590 | 95,70 / 100,00  | 0,34 |           |         |

#### Cuneo-Alessandria-Asti
| Partido                 | Partido                                           | Votos   | %               | +/-  | Deputados | +/-     |
| ----------------------- | ------------------------------------------------- | ------- | --------------- | ---- | --------- | ------- |
|                         | Democracia Cristã                                 | 384 577 | 44,74 / 100,00  | 0,26 | 7 / 14    | Estável |
|                         | Partido Comunista Italiano                        | 175 772 | 20,45 / 100,00  | 0,10 | 3 / 14    | Estável |
|                         | Partido Socialista Italiano                       | 99 917  | 11,62 / 100,00  | -    | 2 / 14    | -       |
|                         | Partido Socialista Democrático Italiano           | 59 914  | 6,97 / 100,00   | -    | 1 / 14    | -       |
|                         | Partido Liberal Italiano                          | 57 144  | 6,65 / 100,00   | 1,25 | 1 / 14    | Estável |
|                         | Movimento Social Italiano                         | 29 328  | 3,41 / 100,00   | 1,91 | 0 / 14    | Estável |
|                         | Partido Republicano Italiano                      | 27 530  | 3,20 / 100,00   | 0,96 | 0 / 14    | Estável |
|                         | Partido Socialista Italiano de Unidade Proletária | 14 150  | 1,65 / 100,00   | 2,97 | 0 / 14    | 1       |
|                         | Outros                                            | 11 339  | 1,32 / 100,00   |      | 0 / 14    |         |
| Votos Inválidos         | Votos Inválidos                                   | 55 285  | 6,21 / 100,00   | 1,29 |           |         |
| Total                   | Total                                             | 889 557 | 100,00 / 100,00 |      | 14 / 14   | 1       |
| Eleitorado/Participação | Eleitorado/Participação                           | 926 478 | 96,01 / 100,00  | 0,52 |           |         |

#### Genova-Imperia-La Spezia-Savona
| Partido                 | Partido                                           | Votos     | %               | +/-  | Deputados | +/-     |
| ----------------------- | ------------------------------------------------- | --------- | --------------- | ---- | --------- | ------- |
|                         | Democracia Cristã                                 | 428 681   | 33,50 / 100,00  | 0,22 | 8 / 22    | Estável |
|                         | Partido Comunista Italiano                        | 404 477   | 31,61 / 100,00  | 0,68 | 7 / 22    | Estável |
|                         | Partido Socialista Italiano                       | 143 557   | 11,22 / 100,00  | -    | 3 / 22    | -       |
|                         | Movimento Social Italiano                         | 78 684    | 6,15 / 100,00   | 3,14 | 1 / 22    | 1       |
|                         | Partido Liberal Italiano                          | 74 925    | 5,86 / 100,00   | 3,15 | 1 / 22    | 1       |
|                         | Partido Socialista Democrático Italiano           | 68 111    | 5,32 / 100,00   | -    | 1 / 22    | -       |
|                         | Partido Republicano Italiano                      | 45 371    | 3,55 / 100,00   | 1,97 | 1 / 22    | 1       |
|                         | Partido Socialista Italiano de Unidade Proletária | 19 339    | 1,51 / 100,00   | 2,65 | 0 / 22    | 1       |
|                         | Outros                                            | 16 310    | 1,27 / 100,00   |      | 0 / 22    |         |
| Votos Inválidos         | Votos Inválidos                                   | 64 678    | 4,90 / 100,00   | 1,28 |           |         |
| Total                   | Total                                             | 1 320 012 | 100,00 / 100,00 |      | 22 / 22   |         |
| Eleitorado/Participação | Eleitorado/Participação                           | 1 393 655 | 94,72 / 100,00  | 0,83 |           |         |

#### Milano-Pavia
| Partido                 | Partido                                           | Votos     | %               | +/-  | Deputados | +/-     |
| ----------------------- | ------------------------------------------------- | --------- | --------------- | ---- | --------- | ------- |
|                         | Democracia Cristã                                 | 981 922   | 34,26 / 100,00  | 0,72 | 16 / 45   | 1       |
|                         | Partido Comunista Italiano                        | 807 810   | 28,18 / 100,00  | 1,00 | 13 / 45   | Estável |
|                         | Partido Socialista Italiano                       | 352 922   | 12,31 / 100,00  | -    | 6 / 45    | -       |
|                         | Movimento Social Italiano                         | 195 108   | 6,81 / 100,00   | 3,13 | 3 / 45    | 1       |
|                         | Partido Liberal Italiano                          | 174 939   | 6,10 / 100,00   | 3,38 | 3 / 45    | 1       |
|                         | Partido Socialista Democrático Italiano           | 140 150   | 4,89 / 100,00   | -    | 2 / 45    | -       |
|                         | Partido Republicano Italiano                      | 112 966   | 3,94 / 100,00   | 2,62 | 2 / 45    | 1       |
|                         | Partido Socialista Italiano de Unidade Proletária | 51 218    | 1,79 / 100,00   | 2,49 | 0 / 45    | 2       |
|                         | Outros                                            | 49 227    | 1,72 / 100,00   |      | 0 / 45    |         |
| Votos Inválidos         | Votos Inválidos                                   | 139 227   | 4,72 / 100,00   | 0,51 |           |         |
| Total                   | Total                                             | 2 952 718 | 100,00 / 100,00 |      | 45 / 45   |         |
| Eleitorado/Participação | Eleitorado/Participação                           | 3 050 497 | 96,79 / 100,00  | 0,31 |           |         |

#### Como-Sondrio-Varese
| Partido                 | Partido                                           | Votos     | %               | +/-  | Deputados | +/-     |
| ----------------------- | ------------------------------------------------- | --------- | --------------- | ---- | --------- | ------- |
|                         | Democracia Cristã                                 | 471 005   | 45,91 / 100,00  | 1,84 | 9 / 17    | Estável |
|                         | Partido Comunista Italiano                        | 182 220   | 17,76 / 100,00  | 1,10 | 3 / 17    | Estável |
|                         | Partido Socialista Italiano                       | 130 761   | 12,75 / 100,00  | -    | 2 / 17    | -       |
|                         | Partido Socialista Democrático Italiano           | 69 158    | 6,74 / 100,00   | -    | 1 / 17    | -       |
|                         | Partido Liberal Italiano                          | 55 290    | 5,39 / 100,00   | 1,57 | 1 / 17    | Estável |
|                         | Movimento Social Italiano                         | 51 826    | 5,05 / 100,00   | 2,50 | 1 / 17    | 1       |
|                         | Partido Republicano Italiano                      | 26 576    | 2,59 / 100,00   | 1,83 | 0 / 17    | Estável |
|                         | Partido Socialista Italiano de Unidade Proletária | 24 090    | 2,35 / 100,00   | 3,77 | 0 / 17    | 1       |
|                         | Outros                                            | 14 897    | 1,45 / 100,00   |      | 0 / 17    |         |
| Votos Inválidos         | Votos Inválidos                                   | 65 984    | 6,19 / 100,00   | 0,31 |           |         |
| Total                   | Total                                             | 1 065 727 | 100,00 / 100,00 |      | 17 / 17   |         |
| Eleitorado/Participação | Eleitorado/Participação                           | 1 103 922 | 96,54 / 100,00  | 0,36 |           |         |

#### Brescia-Bergamo
| Partido                 | Partido                                           | Votos     | %               | +/-  | Deputados | +/-     |
| ----------------------- | ------------------------------------------------- | --------- | --------------- | ---- | --------- | ------- |
|                         | Democracia Cristã                                 | 613 071   | 55,45 / 100,00  | 0,07 | 12 / 20   | Estável |
|                         | Partido Comunista Italiano                        | 169 043   | 15,29 / 100,00  | 0,88 | 3 / 20    | Estável |
|                         | Partido Socialista Italiano                       | 106 568   | 9,64 / 100,00   | -    | 2 / 20    | -       |
|                         | Partido Socialista Democrático Italiano           | 58 821    | 5,32 / 100,00   | -    | 1 / 20    | -       |
|                         | Movimento Social Italiano                         | 51 215    | 4,63 / 100,00   | 1,42 | 1 / 20    | 1       |
|                         | Partido Liberal Italiano                          | 41 432    | 3,75 / 100,00   | 2,21 | 1 / 20    | Estável |
|                         | Partido Socialista Italiano de Unidade Proletária | 29 452    | 2,66 / 100,00   | 3,53 | 0 / 20    | 1       |
|                         | Partido Republicano Italiano                      | 18 527    | 1,68 / 100,00   | 1,12 | 0 / 20    | Estável |
|                         | Outros                                            | 17 503    | 1,58 / 100,00   |      | 0 / 20    |         |
| Votos Inválidos         | Votos Inválidos                                   | 55 579    | 4,88 / 100,00   | 0,48 |           |         |
| Total                   | Total                                             | 1 139 878 | 100,00 / 100,00 |      | 20 / 20   |         |
| Eleitorado/Participação | Eleitorado/Participação                           | 1 181 854 | 96,45 / 100,00  | 0,60 |           |         |

#### Mantova-Cremona
| Partido                 | Partido                                           | Votos   | %               | +/-  | Deputados | +/-     |
| ----------------------- | ------------------------------------------------- | ------- | --------------- | ---- | --------- | ------- |
|                         | Democracia Cristã                                 | 186 338 | 38,27 / 100,00  | 0,17 | 4 / 8     | Estável |
|                         | Partido Comunista Italiano                        | 145 266 | 29,84 / 100,00  | 0,06 | 3 / 8     | Estável |
|                         | Partido Socialista Italiano                       | 71 003  | 14,58 / 100,00  | -    | 1 / 8     | -       |
|                         | Movimento Social Italiano                         | 26 089  | 5,36 / 100,00   | 2,14 | 0 / 8     | Estável |
|                         | Partido Socialista Democrático Italiano           | 18 579  | 3,82 / 100,00   | -    | 0 / 8     | -       |
|                         | Partido Liberal Italiano                          | 14 968  | 3,07 / 100,00   | 1,53 | 0 / 8     | Estável |
|                         | Partido Socialista Italiano de Unidade Proletária | 11 575  | 2,38 / 100,00   | 2,92 | 0 / 8     | Estável |
|                         | Partido Republicano Italiano                      | 7 924   | 1,63 / 100,00   | 0,88 | 0 / 8     | Estável |
|                         | Outros                                            | 5 127   | 1,06 / 100,00   |      | 0 / 8     |         |
| Votos Inválidos         | Votos Inválidos                                   | 25 128  | 5,01 / 100,00   | 0,39 |           |         |
| Total                   | Total                                             | 501 926 | 100,00 / 100,00 |      | 8 / 8     | 1       |
| Eleitorado/Participação | Eleitorado/Participação                           | 512 390 | 97,96 / 100,00  | 0,08 |           |         |

#### Trento-Bolzano
| Partido                 | Partido                                           | Votos   | %               | +/-  | Deputados | +/-     |
| ----------------------- | ------------------------------------------------- | ------- | --------------- | ---- | --------- | ------- |
|                         | Democracia Cristã                                 | 200 136 | 39,23 / 100,00  | 1,22 | 5 / 10    | 1       |
|                         | Partido Popular Sul Tirolês                       | 153 674 | 30,12 / 100,00  | 0,10 | 3 / 10    | Estável |
|                         | Partido Comunista Italiano                        | 38 855  | 7,62 / 100,00   | 0,88 | 1 / 10    | Estável |
|                         | Partido Socialista Italiano                       | 35 846  | 7,03 / 100,00   | -    | 1 / 10    | -       |
|                         | Partido Socialista Democrático Italiano           | 25 215  | 4,94 / 100,00   | -    | 0 / 10    | -       |
|                         | Movimento Social Italiano                         | 19 044  | 3,73 / 100,00   | 0,83 | 0 / 10    | Estável |
|                         | Partido Liberal Italiano                          | 14 826  | 2,91 / 100,00   | 1,55 | 0 / 10    | Estável |
|                         | Partido Republicano Italiano                      | 9 567   | 1,88 / 100,00   | 1,08 | 0 / 10    | Estável |
|                         | Partido Socialista Italiano de Unidade Proletária | 6 793   | 1,33 / 100,00   | 1,24 | 0 / 10    | Estável |
|                         | Outros                                            | 6 176   | 1,21 / 100,00   |      | 0 / 10    |         |
| Votos Inválidos         | Votos Inválidos                                   | 32 029  | 6,05 / 100,00   | 1,41 |           |         |
| Total                   | Total                                             | 529 158 | 100,00 / 100,00 |      | 10 / 10   | 1       |
| Eleitorado/Participação | Eleitorado/Participação                           | 556 526 | 95,08 / 100,00  | 0,13 |           |         |

#### Verona-Padova-Vicenza-Rovigo
| Partido                 | Partido                                           | Votos     | %               | +/-  | Deputados | +/-     |
| ----------------------- | ------------------------------------------------- | --------- | --------------- | ---- | --------- | ------- |
|                         | Democracia Cristã                                 | 867 745   | 57,04 / 100,00  | 0,30 | 17 / 28   | Estável |
|                         | Partido Comunista Italiano                        | 238 681   | 15,69 / 100,00  | 0,44 | 5 / 28    | 1       |
|                         | Partido Socialista Italiano                       | 128 984   | 8,48 / 100,00   | -    | 2 / 28    | -       |
|                         | Partido Socialista Democrático Italiano           | 81 009    | 5,33 / 100,00   | -    | 1 / 28    | -       |
|                         | Movimento Social Italiano                         | 70 474    | 4,63 / 100,00   | 1,98 | 1 / 28    | Estável |
|                         | Partido Liberal Italiano                          | 54 850    | 3,61 / 100,00   | 1,73 | 1 / 28    | Estável |
|                         | Partido Socialista Italiano de Unidade Proletária | 32 244    | 2,12 / 100,00   | 2,98 | 0 / 28    | 1       |
|                         | Partido Republicano Italiano                      | 29 863    | 1,96 / 100,00   | 1,26 | 1 / 28    | 1       |
|                         | Outros                                            | 17 399    | 1,14 / 100,00   |      | 0 / 28    |         |
| Votos Inválidos         | Votos Inválidos                                   | 87 358    | 5,53 / 100,00   | 0,76 |           |         |
| Total                   | Total                                             | 1 578 461 | 100,00 / 100,00 |      | 28 / 28   |         |
| Eleitorado/Participação | Eleitorado/Participação                           | 1 625 576 | 97,10 / 100,00  | 0,26 |           |         |

#### Venezia-Treviso
| Partido                 | Partido                                           | Votos   | %               | +/-  | Deputados | +/-     |
| ----------------------- | ------------------------------------------------- | ------- | --------------- | ---- | --------- | ------- |
|                         | Democracia Cristã                                 | 438 488 | 47,34 / 100,00  | 0,19 | 9 / 18    | Estável |
|                         | Partido Comunista Italiano                        | 188 742 | 20,38 / 100,00  | 0,77 | 4 / 18    | Estável |
|                         | Partido Socialista Italiano                       | 102 686 | 11,09 / 100,00  | -    | 2 / 18    | -       |
|                         | Partido Socialista Democrático Italiano           | 62 322  | 6,73 / 100,00   | -    | 1 / 18    | -       |
|                         | Movimento Social Italiano                         | 38 779  | 4,19 / 100,00   | 1,70 | 1 / 18    | 1       |
|                         | Partido Liberal Italiano                          | 33 707  | 3,64 / 100,00   | 1,16 | 1 / 18    | Estável |
|                         | Partido Socialista Italiano de Unidade Proletária | 24 560  | 2,65 / 100,00   | 2,94 | 0 / 18    | 1       |
|                         | Partido Republicano Italiano                      | 22 520  | 2,43 / 100,00   | 1,40 | 0 / 18    | Estável |
|                         | Outros                                            | 14 359  | 1,55 / 100,00   |      | 0 / 18    |         |
| Votos Inválidos         | Votos Inválidos                                   | 45 002  | 4,71 / 100,00   | 0,31 |           |         |
| Total                   | Total                                             | 955 084 | 100,00 / 100,00 |      | 18 / 18   |         |
| Eleitorado/Participação | Eleitorado/Participação                           | 997 373 | 95,76 / 100,00  | 0,43 |           |         |

#### Udine-Belluno-Gorizia
| Partido                 | Partido                                           | Votos   | %               | +/-  | Deputados | +/-     |
| ----------------------- | ------------------------------------------------- | ------- | --------------- | ---- | --------- | ------- |
|                         | Democracia Cristã                                 | 347 284 | 45,91 / 100,00  | 0,42 | 7 / 14    | Estável |
|                         | Partido Comunista Italiano                        | 133 866 | 17,69 / 100,00  | 0,54 | 3 / 14    | Estável |
|                         | Partido Socialista Italiano                       | 96 331  | 12,73 / 100,00  | -    | 2 / 14    | -       |
|                         | Partido Socialista Democrático Italiano           | 72 663  | 9,60 / 100,00   | -    | 1 / 14    | -       |
|                         | Movimento Social Italiano                         | 42 049  | 5,56 / 100,00   | 1,78 | 1 / 14    | 1       |
|                         | Partido Liberal Italiano                          | 23 625  | 3,12 / 100,00   | 1,43 | 0 / 14    | 1       |
|                         | Partido Republicano Italiano                      | 16 545  | 2,19 / 100,00   | 1,19 | 0 / 14    | Estável |
|                         | Partido Socialista Italiano de Unidade Proletária | 16 253  | 2,15 / 100,00   | 2,56 | 0 / 14    | 1       |
|                         | Outros                                            | 7 905   | 1,04 / 100,00   |      | 0 / 14    |         |
| Votos Inválidos         | Votos Inválidos                                   | 35 992  | 4,62 / 100,00   | 0,52 |           |         |
| Total                   | Total                                             | 779 029 | 100,00 / 100,00 |      | 14 / 14   | 1       |
| Eleitorado/Participação | Eleitorado/Participação                           | 849 883 | 91,66 / 100,00  | 1,21 |           |         |

#### Bologna-Ferrara-Ravenna-Forli
| Partido                 | Partido                                           | Votos     | %               | +/-  | Deputados | +/-     |
| ----------------------- | ------------------------------------------------- | --------- | --------------- | ---- | --------- | ------- |
|                         | Partido Comunista Italiano                        | 693 342   | 44,85 / 100,00  | 0,93 | 12 / 27   | Estável |
|                         | Democracia Cristã                                 | 379 542   | 24,55 / 100,00  | 0,33 | 7 / 27    | 1       |
|                         | Partido Socialista Italiano                       | 119 636   | 7,74 / 100,00   | -    | 2 / 27    | -       |
|                         | Partido Socialista Democrático Italiano           | 90 814    | 5,87 / 100,00   | -    | 2 / 27    | -       |
|                         | Partido Republicano Italiano                      | 87 313    | 5,65 / 100,00   | 0,75 | 2 / 27    | 1       |
|                         | Movimento Social Italiano                         | 65 043    | 4,21 / 100,00   | 1,65 | 1 / 27    | 1       |
|                         | Partido Liberal Italiano                          | 54 730    | 3,54 / 100,00   | 1,06 | 1 / 27    | Estável |
|                         | Partido Socialista Italiano de Unidade Proletária | 40 367    | 2,61 / 100,00   | 2,13 | 0 / 27    | 1       |
|                         | Outros                                            | 15 149    | 0,98 / 100,00   |      | 0 / 27    |         |
| Votos Inválidos         | Votos Inválidos                                   | 60 376    | 3,82 / 100,00   | 1,08 |           |         |
| Total                   | Total                                             | 1 582 465 | 100,00 / 100,00 |      | 27 / 27   | 2       |
| Eleitorado/Participação | Eleitorado/Participação                           | 1 617 058 | 97,86 / 100,00  | 0,35 |           |         |

#### Parma-Modena-Piacenza-Reggio nell'Emilia
| Partido                 | Partido                                           | Votos     | %               | +/-  | Deputados | +/-     |
| ----------------------- | ------------------------------------------------- | --------- | --------------- | ---- | --------- | ------- |
|                         | Partido Comunista Italiano                        | 486 124   | 42,70 / 100,00  | 0,33 | 9 / 20    | Estável |
|                         | Democracia Cristã                                 | 340 722   | 29,93 / 100,00  | 0,07 | 6 / 20    | Estável |
|                         | Partido Socialista Italiano                       | 100 912   | 8,86 / 100,00   | -    | 2 / 20    | -       |
|                         | Partido Socialista Democrático Italiano           | 70 098    | 6,16 / 100,00   | -    | 1 / 20    | -       |
|                         | Movimento Social Italiano                         | 43 916    | 3,86 / 100,00   | 1,62 | 1 / 20    | 1       |
|                         | Partido Liberal Italiano                          | 38 773    | 3,41 / 100,00   | 1,31 | 1 / 20    | Estável |
|                         | Partido Socialista Italiano de Unidade Proletária | 32 780    | 2,88 / 100,00   | 2,35 | 0 / 20    | 1       |
|                         | Partido Republicano Italiano                      | 15 988    | 1,40 / 100,00   | 0,77 | 0 / 20    |         |
|                         | Outros                                            | 9 066     | 0,80 / 100,00   |      | 0 / 20    |         |
| Votos Inválidos         | Votos Inválidos                                   | 56 938    | 4,86 / 100,00   | 0,61 |           |         |
| Total                   | Total                                             | 1 172 682 | 100,00 / 100,00 |      | 20 / 20   |         |
| Eleitorado/Participação | Eleitorado/Participação                           | 1 211 497 | 96,80 / 100,00  | 0,44 |           |         |

#### Firenze-Pistoia
| Partido                 | Partido                                           | Votos     | %               | +/-  | Deputados | +/-     |
| ----------------------- | ------------------------------------------------- | --------- | --------------- | ---- | --------- | ------- |
|                         | Partido Comunista Italiano                        | 438 360   | 45,09 / 100,00  | 1,26 | 8 / 16    | Estável |
|                         | Democracia Cristã                                 | 288 685   | 29,69 / 100,00  | 0,51 | 5 / 16    | Estável |
|                         | Partido Socialista Italiano                       | 81 627    | 8,40 / 100,00   | -    | 1 / 16    | -       |
|                         | Movimento Social Italiano                         | 47 428    | 4,88 / 100,00   | 2,03 | 1 / 16    | 1       |
|                         | Partido Socialista Democrático Italiano           | 43 382    | 4,46 / 100,00   | -    | 1 / 16    | -       |
|                         | Partido Liberal Italiano                          | 26 197    | 2,69 / 100,00   | 2,05 | 0 / 16    | 1       |
|                         | Partido Republicano Italiano                      | 18 487    | 1,90 / 100,00   | 1,05 | 0 / 16    | Estável |
|                         | Partido Socialista Italiano de Unidade Proletária | 14 522    | 1,49 / 100,00   | 2,58 | 0 / 16    | Estável |
|                         | Outros                                            | 13 579    | 1,40 / 100,00   |      | 0 / 16    |         |
| Votos Inválidos         | Votos Inválidos                                   | 47 716    | 4,76 / 100,00   | 1,84 |           |         |
| Total                   | Total                                             | 1 002 031 | 100,00 / 100,00 |      | 16 / 16   |         |
| Eleitorado/Participação | Eleitorado/Participação                           | 1 027 631 | 97,51 / 100,00  | 0,48 |           |         |

#### Pisa-Livorno-Lucca-Massa e Carrara
| Partido                 | Partido                                           | Votos   | %               | +/-  | Deputados | +/-     |
| ----------------------- | ------------------------------------------------- | ------- | --------------- | ---- | --------- | ------- |
|                         | Partido Comunista Italiano                        | 323 410 | 36,63 / 100,00  | 1,70 | 6 / 16    | Estável |
|                         | Democracia Cristã                                 | 296 254 | 33,55 / 100,00  | 0,27 | 6 / 16    | 1       |
|                         | Partido Socialista Italiano                       | 83 417  | 9,45 / 100,00   | -    | 1 / 16    | -       |
|                         | Movimento Social Italiano                         | 53 983  | 6,11 / 100,00   | 1,79 | 1 / 16    | Estável |
|                         | Partido Socialista Democrático Italiano           | 46 743  | 5,29 / 100,00   | -    | 1 / 16    | -       |
|                         | Partido Republicano Italiano                      | 29 530  | 3,34 / 100,00   | 0,69 | 1 / 16    | 1       |
|                         | Partido Socialista Italiano de Unidade Proletária | 20 954  | 2,37 / 100,00   | 3,06 | 0 / 16    | 1       |
|                         | Partido Liberal Italiano                          | 18 821  | 2,13 / 100,00   | 1,40 | 0 / 16    | Estável |
|                         | Outros                                            | 9 880   | 1,13 / 100,00   |      | 0 / 16    |         |
| Votos Inválidos         | Votos Inválidos                                   | 48 227  | 5,29 / 100,00   | 1,20 |           |         |
| Total                   | Total                                             | 912 510 | 100,00 / 100,00 |      | 16 / 16   | 1       |
| Eleitorado/Participação | Eleitorado/Participação                           | 950 169 | 96,04 / 100,00  | 0,48 |           |         |

#### Siena-Arezzo-Grosseto
| Partido                 | Partido                                           | Votos   | %               | +/-  | Deputados | +/-     |
| ----------------------- | ------------------------------------------------- | ------- | --------------- | ---- | --------- | ------- |
|                         | Partido Comunista Italiano                        | 251 951 | 45,82 / 100,00  | 0,09 | 5 / 9     | Estável |
|                         | Democracia Cristã                                 | 159 913 | 29,08 / 100,00  | 1,11 | 3 / 9     | Estável |
|                         | Partido Socialista Italiano                       | 50 167  | 9,12 / 100,00   | -    | 1 / 9     | -       |
|                         | Movimento Social Italiano                         | 26 824  | 4,88 / 100,00   | 1,57 | 0 / 9     | Estável |
|                         | Partido Socialista Democrático Italiano           | 21 142  | 3,85 / 100,00   | -    | 0 / 9     | -       |
|                         | Partido Socialista Italiano de Unidade Proletária | 13 399  | 2,44 / 100,00   | 2,47 | 0 / 9     | Estável |
|                         | Partido Republicano Italiano                      | 12 344  | 2,25 / 100,00   | 0,16 | 0 / 9     | Estável |
|                         | Partido Liberal Italiano                          | 10 299  | 1,87 / 100,00   | 1,03 | 0 / 9     | Estável |
|                         | Outros                                            | 3 805   | 0,69 / 100,00   |      | 0 / 9     |         |
| Votos Inválidos         | Votos Inválidos                                   | 23 983  | 4,25 / 100,00   | 0,87 |           |         |
| Total                   | Total                                             | 564 409 | 100,00 / 100,00 |      | 9 / 9     |         |
| Eleitorado/Participação | Eleitorado/Participação                           | 578 771 | 97,52 / 100,00  | 0,46 |           |         |

#### Ancona-Pesaro-Macerata-Ascoli Piceno
| Partido                 | Partido                                           | Votos   | %               | +/-  | Deputados | +/-     |
| ----------------------- | ------------------------------------------------- | ------- | --------------- | ---- | --------- | ------- |
|                         | Democracia Cristã                                 | 354 708 | 39,48 / 100,00  | 0,11 | 7 / 17    | Estável |
|                         | Partido Comunista Italiano                        | 295 156 | 32,85 / 100,00  | 0,62 | 6 / 17    | Estável |
|                         | Partido Socialista Italiano                       | 70 808  | 7,88 / 100,00   | -    | 1 / 17    | -       |
|                         | Movimento Social Italiano                         | 47 109  | 5,24 / 100,00   | 1,79 | 1 / 17    | 1       |
|                         | Partido Socialista Democrático Italiano           | 39 321  | 4,38 / 100,00   | -    | 1 / 17    | -       |
|                         | Partido Republicano Italiano                      | 33 525  | 3,73 / 100,00   | 0,56 | 1 / 17    | Estável |
|                         | Partido Socialista Italiano de Unidade Proletária | 22 721  | 2,53 / 100,00   | 2,11 | 0 / 17    | 1       |
|                         | Partido Liberal Italiano                          | 21 817  | 2,43 / 100,00   | 1,14 | 0 / 17    | Estável |
|                         | O Manifesto                                       | 9 862   | 1,10 / 100,00   | Novo | 0 / 17    | Novo    |
|                         | Outros                                            | 3 445   | 0,38 / 100,00   |      | 0 / 17    |         |
| Votos Inválidos         | Votos Inválidos                                   | 50 196  | 5,40 / 100,00   | 0,63 |           |         |
| Total                   | Total                                             | 929 284 | 100,00 / 100,00 |      | 17 / 17   |         |
| Eleitorado/Participação | Eleitorado/Participação                           | 975 185 | 95,29 / 100,00  | 0,57 |           |         |

#### Perugia-Terni-Rieti
| Partido                 | Partido                                           | Votos   | %               | +/-  | Deputados | +/-     |
| ----------------------- | ------------------------------------------------- | ------- | --------------- | ---- | --------- | ------- |
|                         | Partido Comunista Italiano                        | 244 642 | 39,11 / 100,00  | 0,14 | 5 / 11    | Estável |
|                         | Democracia Cristã                                 | 201 618 | 32,23 / 100,00  | 0,61 | 4 / 11    | Estável |
|                         | Partido Socialista Italiano                       | 60 907  | 9,74 / 100,00   | -    | 1 / 11    | -       |
|                         | Movimento Social Italiano                         | 44 362  | 7,09 / 100,00   | 1,46 | 1 / 11    | Estável |
|                         | Partido Socialista Democrático Italiano           | 24 117  | 3,86 / 100,00   | -    | 0 / 11    | -       |
|                         | Partido Socialista Italiano de Unidade Proletária | 16 842  | 2,69 / 100,00   | 2,66 | 0 / 11    | 1       |
|                         | Partido Republicano Italiano                      | 16 005  | 2,56 / 100,00   | 0,26 | 0 / 11    | Estável |
|                         | Partido Liberal Italiano                          | 10 414  | 1,66 / 100,00   | 1,01 | 0 / 11    | Estável |
|                         | Outros                                            | 6 595   | 1,05 / 100,00   |      | 0 / 11    |         |
| Votos Inválidos         | Votos Inválidos                                   | 28 050  | 4,36 / 100,00   | 1,14 |           |         |
| Total                   | Total                                             | 644 027 | 100,00 / 100,00 |      | 11 / 11   | 2       |
| Eleitorado/Participação | Eleitorado/Participação                           | 672 763 | 95,73 / 100,00  | 1,06 |           |         |

#### Roma-Viterbo-Latina-Frosinone
| Partido                 | Partido                                           | Votos     | %               | +/-  | Deputados | +/-     |
| ----------------------- | ------------------------------------------------- | --------- | --------------- | ---- | --------- | ------- |
|                         | Democracia Cristã                                 | 963 134   | 34,42 / 100,00  | 0,01 | 17 / 48   | Estável |
|                         | Partido Comunista Italiano                        | 761 554   | 27,21 / 100,00  | 0,44 | 13 / 48   | Estável |
|                         | Movimento Social Italiano                         | 413 437   | 14,77 / 100,00  | 6,51 | 7 / 48    | 3       |
|                         | Partido Socialista Italiano                       | 212 354   | 7,59 / 100,00   | -    | 4 / 48    | -       |
|                         | Partido Socialista Democrático Italiano           | 154 616   | 5,53 / 100,00   | -    | 3 / 48    | -       |
|                         | Partido Liberal Italiano                          | 115 268   | 4,12 / 100,00   | 3,56 | 2 / 48    | 2       |
|                         | Partido Republicano Italiano                      | 96 232    | 3,44 / 100,00   | 1,01 | 2 / 48    | 1       |
|                         | O Manifesto                                       | 32 151    | 1,15 / 100,00   | Novo | 0 / 48    | Novo    |
|                         | Partido Socialista Italiano de Unidade Proletária | 27 981    | 1,00 / 100,00   | 2,14 | 0 / 48    | 1       |
|                         | Outros                                            | 21 683    | 0,77 / 100,00   |      | 0 / 48    |         |
| Votos Inválidos         | Votos Inválidos                                   | 104 977   | 3,66 / 100,00   | 0,82 |           |         |
| Total                   | Total                                             | 2 869 995 | 100,00 / 100,00 |      | 48 / 48   | 1       |
| Eleitorado/Participação | Eleitorado/Participação                           | 3 046 939 | 94,19 / 100,00  | 0,29 |           |         |

#### L'Aquila-Pescara-Chieti-Teramo
| Partido                 | Partido                                           | Votos   | %               | +/-  | Deputados | +/-     |
| ----------------------- | ------------------------------------------------- | ------- | --------------- | ---- | --------- | ------- |
|                         | Democracia Cristã                                 | 344 061 | 48,17 / 100,00  | 0,53 | 8 / 15    | Estável |
|                         | Partido Comunista Italiano                        | 192 601 | 26,96 / 100,00  | 1,52 | 4 / 15    | Estável |
|                         | Movimento Social Italiano                         | 54 646  | 7,65 / 100,00   | 2,66 | 1 / 15    | Estável |
|                         | Partido Socialista Italiano                       | 49 004  | 6,86 / 100,00   | -    | 1 / 15    | -       |
|                         | Partido Socialista Democrático Italiano           | 28 107  | 3,94 / 100,00   | -    | 1 / 15    | -       |
|                         | Partido Liberal Italiano                          | 14 671  | 2,05 / 100,00   | 1,01 | 0 / 15    | Estável |
|                         | Partido Republicano Italiano                      | 11 467  | 1,61 / 100,00   | 0,23 | 0 / 15    | Estável |
|                         | Partido Socialista Italiano de Unidade Proletária | 9 791   | 1,37 / 100,00   | 2,05 | 0 / 15    | Estável |
|                         | Outros                                            | 9 923   | 1,39 / 100,00   |      | 0 / 15    |         |
| Votos Inválidos         | Votos Inválidos                                   | 31 471  | 4,28 / 100,00   | 0,40 |           |         |
| Total                   | Total                                             | 735 794 | 100,00 / 100,00 |      | 15 / 15   |         |
| Eleitorado/Participação | Eleitorado/Participação                           | 847 687 | 86,80 / 100,00  | 0,54 |           |         |

#### Campobasso
| Partido                 | Partido                                           | Votos   | %               | +/-  | Deputados | +/-     |
| ----------------------- | ------------------------------------------------- | ------- | --------------- | ---- | --------- | ------- |
|                         | Democracia Cristã                                 | 102 959 | 55,06 / 100,00  | 5,12 | 3 / 4     | Estável |
|                         | Partido Comunista Italiano                        | 32 430  | 17,34 / 100,00  | 0,74 | 1 / 4     | Estável |
|                         | Partido Socialista Democrático Italiano           | 13 455  | 7,20 / 100,00   | -    | 0 / 4     | -       |
|                         | Movimento Social Italiano                         | 13 403  | 7,17 / 100,00   | 3,23 | 0 / 4     | Estável |
|                         | Partido Socialista Italiano                       | 9 484   | 5,07 / 100,00   | -    | 0 / 4     | -       |
|                         | Partido Liberal Italiano                          | 5 383   | 2,88 / 100,00   | 2,57 | 0 / 4     | Estável |
|                         | Partido Republicano Italiano                      | 4 555   | 2,44 / 100,00   | 1,15 | 0 / 4     | Estável |
|                         | Partido Socialista Italiano de Unidade Proletária | 3 097   | 1,66 / 100,00   | 0,81 | 0 / 4     | Estável |
|                         | Outros                                            | 2 225   | 1,19 / 100,00   |      | 0 / 4     |         |
| Votos Inválidos         | Votos Inválidos                                   | 10 028  | 5,16 / 100,00   | 1,38 |           |         |
| Total                   | Total                                             | 194 451 | 100,00 / 100,00 |      | 4 / 4     | 1       |
| Eleitorado/Participação | Eleitorado/Participação                           | 236 734 | 82,14 / 100,00  | 0,10 |           |         |

#### Napoli-Caserta
| Partido                 | Partido                                           | Votos     | %               | +/-   | Deputados | +/-     |
| ----------------------- | ------------------------------------------------- | --------- | --------------- | ----- | --------- | ------- |
|                         | Democracia Cristã                                 | 641 626   | 35,55 / 100,00  | 1,74  | 14 / 38   | 1       |
|                         | Partido Comunista Italiano                        | 460 661   | 25,52 / 100,00  | 0,65  | 10 / 38   | Estável |
|                         | Movimento Social Italiano                         | 335 104   | 18,57 / 100,00  | 11,49 | 7 / 38    | 4       |
|                         | Partido Socialista Italiano                       | 138 198   | 7,66 / 100,00   | -     | 3 / 38    | -       |
|                         | Partido Socialista Democrático Italiano           | 82 918    | 4,59 / 100,00   | -     | 2 / 38    | -       |
|                         | Partido Republicano Italiano                      | 47 471    | 2,63 / 100,00   | 0,26  | 1 / 38    | Estável |
|                         | Partido Liberal Italiano                          | 42 568    | 2,36 / 100,00   | 1,82  | 1 / 38    | Estável |
|                         | Partido Socialista Italiano de Unidade Proletária | 21 526    | 1,19 / 100,00   | 2,11  | 0 / 38    | 1       |
|                         | Outros                                            | 34 691    | 1,92 / 100,00   |       | 0 / 38    |         |
| Votos Inválidos         | Votos Inválidos                                   | 80 068    | 4,30 / 100,00   | 0,16  |           |         |
| Total                   | Total                                             | 1 861 898 | 100,00 / 100,00 |       | 38 / 38   |         |
| Eleitorado/Participação | Eleitorado/Participação                           | 2 041 732 | 91,19 / 100,00  | 0,58  |           |         |

#### Benevento-Avellino-Salerno
| Partido                 | Partido                                           | Votos     | %               | +/-  | Deputados | +/-     |
| ----------------------- | ------------------------------------------------- | --------- | --------------- | ---- | --------- | ------- |
|                         | Democracia Cristã                                 | 425 374   | 46,44 / 100,00  | 3,15 | 11 / 23   | 1       |
|                         | Partido Comunista Italiano                        | 157 698   | 17,22 / 100,00  | 0,61 | 4 / 23    | Estável |
|                         | Movimento Social Italiano                         | 120 575   | 13,16 / 100,00  | 6,27 | 3 / 23    | 2       |
|                         | Partido Socialista Italiano                       | 82 553    | 9,01 / 100,00   | -    | 2 / 23    | -       |
|                         | Partido Socialista Democrático Italiano           | 43 012    | 4,70 / 100,00   | -    | 1 / 23    | -       |
|                         | Partido Liberal Italiano                          | 29 554    | 3,23 / 100,00   | 1,81 | 1 / 23    | Estável |
|                         | Partido Republicano Italiano                      | 25 028    | 2,73 / 100,00   | 0,41 | 1 / 23    | 1       |
|                         | Partido Socialista Italiano de Unidade Proletária | 18 728    | 2,04 / 100,00   | 2,25 | 0 / 23    | 1       |
|                         | Outros                                            | 13 428    | 1,47 / 100,00   |      | 0 / 23    |         |
| Votos Inválidos         | Votos Inválidos                                   | 44 817    | 4,73 / 100,00   | 0,21 |           |         |
| Total                   | Total                                             | 947 913   | 100,00 / 100,00 |      | 23 / 23   | 2       |
| Eleitorado/Participação | Eleitorado/Participação                           | 1 117 093 | 84,86 / 100,00  | 0,10 |           |         |

#### Bari-Foggia
| Partido                 | Partido                                           | Votos     | %               | +/-  | Deputados | +/-     |
| ----------------------- | ------------------------------------------------- | --------- | --------------- | ---- | --------- | ------- |
|                         | Democracia Cristã                                 | 435 694   | 40,01 / 100,00  | 3,79 | 10 / 24   | 1       |
|                         | Partido Comunista Italiano                        | 301 295   | 27,67 / 100,00  | 1,72 | 7 / 24    | Estável |
|                         | Movimento Social Italiano                         | 133 305   | 12,24 / 100,00  | 6,93 | 3 / 24    | 2       |
|                         | Partido Socialista Italiano                       | 111 373   | 10,23 / 100,00  | -    | 3 / 24    | -       |
|                         | Partido Socialista Democrático Italiano           | 44 730    | 4,11 / 100,00   | -    | 1 / 24    | -       |
|                         | Partido Liberal Italiano                          | 23 589    | 2,17 / 100,00   | 0,74 | 0 / 24    | 1       |
|                         | Partido Republicano Italiano                      | 15 691    | 1,44 / 100,00   | 0,46 | 0 / 24    | Estável |
|                         | Partido Socialista Italiano de Unidade Proletária | 14 110    | 1,30 / 100,00   | 1,53 | 0 / 24    | Estável |
|                         | Outros                                            | 9 093     | 0,83 / 100,00   |      | 0 / 24    |         |
| Votos Inválidos         | Votos Inválidos                                   | 48 352    | 4,31 / 100,00   | 0,04 |           |         |
| Total                   | Total                                             | 1 122 777 | 100,00 / 100,00 |      | 24 / 24   | 1       |
| Eleitorado/Participação | Eleitorado/Participação                           | 1 234 635 | 90,94 / 100,00  | 0,42 |           |         |

#### Lecce-Brindisi-Taranto
| Partido                 | Partido                                 | Votos     | %               | +/-  | Deputados | +/-     |
| ----------------------- | --------------------------------------- | --------- | --------------- | ---- | --------- | ------- |
|                         | Democracia Cristã                       | 386 808   | 43,61 / 100,00  | 1,11 | 9 / 18    | Estável |
|                         | Partido Comunista Italiano              | 206 149   | 23,24 / 100,00  | 1,24 | 5 / 18    | Estável |
|                         | Movimento Social Italiano               | 114 225   | 12,88 / 100,00  | 4,62 | 2 / 18    | Estável |
|                         | Partido Socialista Italiano             | 87 013    | 9,81 / 100,00   | -    | 2 / 18    | -       |
|                         | Partido Socialista Democrático Italiano | 27 081    | 3,05 / 100,00   | -    | 0 / 18    | -       |
|                         | Partido Republicano Italiano            | 22 404    | 2,53 / 100,00   | 0,59 | 0 / 18    | Estável |
|                         | Partido Liberal Italiano                | 18 999    | 2,14 / 100,00   | 1,25 | 0 / 18    | 1       |
|                         | Outros                                  | 24 355    | 2,74 / 100,00   |      | 0 / 18    |         |
| Votos Inválidos         | Votos Inválidos                         | 41 348    | 4,51 / 100,00   | 0,04 |           |         |
| Total                   | Total                                   | 916 577   | 100,00 / 100,00 |      | 18 / 18   | 1       |
| Eleitorado/Participação | Eleitorado/Participação                 | 1 010 210 | 90,73 / 100,00  | 0,66 |           |         |

#### Potenza-Matera
| Partido                 | Partido                                           | Votos   | %               | +/-  | Deputados | +/-     |
| ----------------------- | ------------------------------------------------- | ------- | --------------- | ---- | --------- | ------- |
|                         | Democracia Cristã                                 | 161 476 | 49,16 / 100,00  | 0,32 | 5 / 8     | Estável |
|                         | Partido Comunista Italiano                        | 81 858  | 24,92 / 100,00  | 1,18 | 2 / 8     | Estável |
|                         | Partido Socialista Italiano                       | 32 169  | 9,79 / 100,00   | -    | 1 / 8     | -       |
|                         | Movimento Social Italiano                         | 22 531  | 6,86 / 100,00   | 3,50 | 0 / 8     | Estável |
|                         | Partido Socialista Democrático Italiano           | 15 948  | 4,86 / 100,00   | -    | 0 / 8     | -       |
|                         | Partido Socialista Italiano de Unidade Proletária | 5 856   | 1,78 / 100,00   | 1,06 | 0 / 8     | Estável |
|                         | Partido Liberal Italiano                          | 4 630   | 1,41 / 100,00   | 1,65 | 0 / 8     | Estável |
|                         | Outros                                            | 4 006   | 1,22 / 100,00   |      | 0 / 8     |         |
| Votos Inválidos         | Votos Inválidos                                   | 16 531  | 4,85 / 100,00   | 0,96 |           |         |
| Total                   | Total                                             | 340 645 | 100,00 / 100,00 |      | 8 / 8     |         |
| Eleitorado/Participação | Eleitorado/Participação                           | 387 601 | 87,89 / 100,00  | 0,03 |           |         |

#### Catanzaro-Cosenza-Reggio di Calabria
| Partido                 | Partido                                           | Votos     | %               | +/-  | Deputados | +/- |
| ----------------------- | ------------------------------------------------- | --------- | --------------- | ---- | --------- | --- |
|                         | Democracia Cristã                                 | 392 790   | 39,13 / 100,00  | 2,80 | 10 / 24   | 1   |
|                         | Partido Comunista Italiano                        | 260 038   | 25,90 / 100,00  | 2,05 | 7 / 24    | 1   |
|                         | Partido Socialista Italiano                       | 124 553   | 12,41 / 100,00  | -    | 3 / 24    | -   |
|                         | Movimento Social Italiano                         | 122 381   | 12,19 / 100,00  | 6,76 | 3 / 24    | 2   |
|                         | Partido Socialista Democrático Italiano           | 33 247    | 3,31 / 100,00   | -    | 1 / 24    | -   |
|                         | Partido Socialista Italiano de Unidade Proletária | 20 564    | 2,05 / 100,00   | 2,36 | 0 / 24    | 1   |
|                         | Partido Republicano Italiano                      | 20 271    | 2,02 / 100,00   | 0,42 | 0 / 24    | 1   |
|                         | Partido Liberal Italiano                          | 16 394    | 1,63 / 100,00   | 1,00 | 0 / 24    | 1   |
|                         | Outros                                            | 13 592    | 1,34 / 100,00   |      | 0 / 24    |     |
| Votos Inválidos         | Votos Inválidos                                   | 56 152    | 5,38 / 100,00   | 0,81 |           |     |
| Total                   | Total                                             | 1 043 163 | 100,00 / 100,00 |      | 24 / 24   | 2   |
| Eleitorado/Participação | Eleitorado/Participação                           | 1 247 351 | 83,63 / 100,00  | 0,70 |           |     |

#### Catania-Messina-Siracusa-Ragusa-Enna
| Partido                 | Partido                                           | Votos     | %               | +/-   | Deputados | +/-     |
| ----------------------- | ------------------------------------------------- | --------- | --------------- | ----- | --------- | ------- |
|                         | Democracia Cristã                                 | 519 531   | 38,96 / 100,00  | 1,40  | 12 / 30   | 1       |
|                         | Partido Comunista Italiano                        | 275 725   | 20,67 / 100,00  | 1,48  | 7 / 30    | Estável |
|                         | Movimento Social Italiano                         | 243 661   | 18,27 / 100,00  | 11,17 | 6 / 30    | 4       |
|                         | Partido Socialista Italiano                       | 101 710   | 7,63 / 100,00   | -     | 2 / 30    | -       |
|                         | Partido Liberal Italiano                          | 50 663    | 3,80 / 100,00   | 2,91  | 1 / 30    | 1       |
|                         | Partido Socialista Democrático Italiano           | 44 527    | 3,34 / 100,00   | -     | 1 / 30    | -       |
|                         | Partido Socialista Italiano de Unidade Proletária | 39 135    | 2,93 / 100,00   | 2,22  | 0 / 30    | 1       |
|                         | Partido Republicano Italiano                      | 36 704    | 2,75 / 100,00   | 1,19  | 1 / 30    | Estável |
|                         | Outros                                            | 21 999    | 1,65 / 100,00   |       | 0 / 30    |         |
| Votos Inválidos         | Votos Inválidos                                   | 78 140    | 5,62 / 100,00   | 0,96  |           |         |
| Total                   | Total                                             | 1 390 896 | 100,00 / 100,00 |       | 30 / 30   | 1       |
| Eleitorado/Participação | Eleitorado/Participação                           | 1 599 383 | 86,96 / 100,00  | 0,89  |           |         |

#### Palermo-Trapani-Agrigento-Caltanissetta
| Partido                 | Partido                                           | Votos     | %               | +/-  | Deputados | +/-     |
| ----------------------- | ------------------------------------------------- | --------- | --------------- | ---- | --------- | ------- |
|                         | Democracia Cristã                                 | 487 342   | 40,72 / 100,00  | 0,20 | 13 / 30   | 1       |
|                         | Partido Comunista Italiano                        | 262 524   | 21,94 / 100,00  | 0,90 | 7 / 30    | Estável |
|                         | Movimento Social Italiano                         | 158 424   | 13,24 / 100,00  | 7,32 | 4 / 30    | 2       |
|                         | Partido Socialista Italiano                       | 115 565   | 9,66 / 100,00   | -    | 3 / 30    | -       |
|                         | Partido Socialista Democrático Italiano           | 48 178    | 4,03 / 100,00   | -    | 1 / 30    | -       |
|                         | Partido Republicano Italiano                      | 40 357    | 3,37 / 100,00   | 1,72 | 1 / 30    | 1       |
|                         | Partido Liberal Italiano                          | 38 554    | 3,22 / 100,00   | 1,39 | 1 / 30    | Estável |
|                         | Partido Socialista Italiano de Unidade Proletária | 27 059    | 2,26 / 100,00   | 3,10 | 0 / 30    | 1       |
|                         | Outros                                            | 18 698    | 1,56 / 100,00   |      | 0 / 30    |         |
| Votos Inválidos         | Votos Inválidos                                   | 77 029    | 6,14 / 100,00   | 2,11 |           |         |
| Total                   | Total                                             | 1 254 390 | 100,00 / 100,00 |      | 30 / 30   | 1       |
| Eleitorado/Participação | Eleitorado/Participação                           | 1 515 759 | 82,76 / 100,00  | 0,70 |           |         |

#### Cagliari-Sassari-Nuoro
| Partido                 | Partido                                           | Votos   | %               | +/-  | Deputados | +/-     |
| ----------------------- | ------------------------------------------------- | ------- | --------------- | ---- | --------- | ------- |
|                         | Democracia Cristã                                 | 327 901 | 40,90 / 100,00  | 2,02 | 8 / 17    | Estável |
|                         | Partido Comunista Italiano                        | 202 593 | 25,27 / 100,00  | 1,60 | 5 / 17    | Estável |
|                         | Movimento Social Italiano                         | 90 547  | 11,30 / 100,00  | 7,34 | 2 / 17    | 1       |
|                         | Partido Socialista Italiano                       | 65 289  | 8,14 / 100,00   | -    | 1 / 17    | -       |
|                         | Partido Socialista Democrático Italiano           | 30 937  | 3,86 / 100,00   | -    | 1 / 17    | -       |
|                         | Partido Liberal Italiano                          | 26 655  | 3,33 / 100,00   | 1,09 | 0 / 17    | 1       |
|                         | Partido Socialista Italiano de Unidade Proletária | 22 626  | 2,82 / 100,00   | 2,56 | 0 / 17    | 1       |
|                         | Partido Republicano Italiano                      | 19 993  | 2,49 / 100,00   | 0,51 | 0 / 17    | Estável |
|                         | Outros                                            | 15 077  | 1,88 / 100,00   |      | 0 / 17    |         |
| Votos Inválidos         | Votos Inválidos                                   | 36 927  | 4,47 / 100,00   | 0,47 |           |         |
| Total                   | Total                                             | 826 995 | 100,00 / 100,00 |      | 17 / 17   | 2       |
| Eleitorado/Participação | Eleitorado/Participação                           | 916 971 | 90,19 / 100,00  | 0,99 |           |         |

#### Valle d'Aosta
| Partido                 | Partido                   | Votos  | %               | +/-  | Deputados | +/-  |
| ----------------------- | ------------------------- | ------ | --------------- | ---- | --------- | ---- |
|                         | DC-UV-RV-PSDI             | 34 083 | 49,46 / 100,00  | Novo | 1 / 1     | Novo |
|                         | Democratas Populares      | 28 886 | 41,92 / 100,00  | Novo | 0 / 1     | Novo |
|                         | Movimento Social Italiano | 3 462  | 5,02 / 100,00   | -    | 0 / 1     | -    |
|                         | Partido Liberal Italiano  | 2 475  | 3,59 / 100,00   | -    | 0 / 1     | -    |
| Votos Inválidos         | Votos Inválidos           | 9 311  | 12,52 / 100,00  | 3,27 |           |      |
| Total                   | Total                     | 74 393 | 100,00 / 100,00 |      | 1 / 1     |      |
| Eleitorado/Participação | Eleitorado/Participação   | 79 063 | 94,09 / 100,00  | 1,72 |           |      |

#### Trieste
| Partido                 | Partido                                           | Votos   | %               | +/-  | Deputados | +/-     |
| ----------------------- | ------------------------------------------------- | ------- | --------------- | ---- | --------- | ------- |
|                         | Democracia Cristã                                 | 78 270  | 35,92 / 100,00  | 1,41 | 2 / 4     | Estável |
|                         | Partido Comunista Italiano                        | 54 345  | 24,94 / 100,00  | 0,85 | 1 / 4     | Estável |
|                         | Movimento Social Italiano                         | 27 350  | 12,55 / 100,00  | 3,16 | 1 / 4     | 1       |
|                         | Partido Liberal Italiano                          | 16 959  | 7,78 / 100,00   | 2,55 | 0 / 4     | Estável |
|                         | Partido Socialista Italiano                       | 14 251  | 6,54 / 100,00   | -    | 0 / 4     | -       |
|                         | Partido Socialista Democrático Italiano           | 13 642  | 6,26 / 100,00   | -    | 0 / 4     | -       |
|                         | Partido Republicano Italiano                      | 9 443   | 4,33 / 100,00   | 2,09 | 0 / 4     | Estável |
|                         | Partido Socialista Italiano de Unidade Proletária | 2 850   | 1,31 / 100,00   | 1,24 | 0 / 4     | Estável |
|                         | Outros                                            | 775     | 0,36 / 100,00   |      | 0 / 4     |         |
| Votos Inválidos         | Votos Inválidos                                   | 9 892   | 4,41 / 100,00   | 2,37 |           |         |
| Total                   | Total                                             | 224 133 | 100,00 / 100,00 |      | 4 / 4     | 1       |
| Eleitorado/Participação | Eleitorado/Participação                           | 235 375 | 95,22 / 100,00  | 0,62 |           |         |